# 艾哈迈德·贾巴里
艾哈迈德·贾巴里（阿拉伯语：‎，拉丁转写Ahmed al-Jabari，1960年—2012年11月14日），巴勒斯坦政治人物，为哈马斯的领导人之一，为哈马斯军事武装派别的二号人物。一般确信他在2007年加沙之战、对以色列的火箭弹袭击、绑架以色列士兵吉拉德·沙利特等事件中起领导作用。在2012年11月14日进行的以军云柱行动中，贾巴里被击毙。